# چارلی بریگز (بازیکن فوتبال)
چارلی بریگز (انگلیسی: Charlie Briggs؛ ۴ آوریل ۱۹۱۱ – ۲۹ ژانویهٔ ۱۹۹۳) بازیکن فوتبال اهل بریتانیا بود.
از باشگاه‌هایی که در آن بازی کرده‌است می‌توان به باشگاه فوتبال فولام اشاره کرد.